# Cody Cooke
Cody Cooke (* 2. März 1993 in Truro) ist ein englischer Fußballspieler, der beim FC Weymouth unter Vertrag steht.

## Karriere
Cody Cooke wurde in Truro, Cornwall geboren. Bis zum Jahr 2011 spielte er in der Jugend von Penryn Athletic. Ab August 2011 war der Stürmer in seiner Geburtsstadt für Truro City im Non-League football aktiv. In der Sommerpause 2018 spielte er in der V9 Academy von Jamie Vardy, die talentierte Spieler aus dem Amateurbereich in den Profifußball bringen will. Im Juni 2018 unterschrieb er einen Vertrag über zwei Jahre beim schottischen Erstligaaufsteiger FC St. Mirren. Sein Debüt als Profi gab Cooke  einen Monat später im schottischen Ligapokal gegen den FC Kilmarnock, als er für Cammy Smith eingewechselt wurde.